# گاستون ایسکنس
گاستون ایسکنس (انگلیسی: Gaston Eyskens؛ ۱ آوریل ۱۹۰۵ – ۳ ژانویهٔ ۱۹۸۸) یک سیاست‌مدار اهل بلژیک بود.